# Агрипин Александријски
Патријарх Агрипин, био је десети патријарх и поглавар (папа) Александријске патријаршије. Рукоположен је за свештеника цркве у Александрији. Када је патријарх Селадион преминуо, Агрипин је био изабран за новог патријарха. Према традицији, Агрипин није поседовао никакво сребро ни злато, већ само оно што је неопходно за личне потребе. После дванаест година на месту патријарха преминуо је у миру.
Празнује се 5. месхира према коптском календару.